# Turan Oflazoğlu
Turan Oflazoğlu (ejtsd: [turan oflazólu], Adana, 1932. –) török drámaíró, költő, kritikus.
Adana mellett született egy kis faluban. Angol filológiából és filozófiából vizsgázott az isztambuli egyetemen. A washingtoni egyetemen tanult drámaelméletet, ott írta első drámáját Keziban címmel. Későbbi darabjai a török vidéki életről szólnak. Két hosszú drámája viszont filozofikus beütésű: Deli Ibrahim (Az őrült Ibrahim, 1967) és Sokrates in Savunmast (Szókratész védőbeszéde, 1969). Turan Oflazoğlu a görög kórusokat sikerrel alkalmazta drámáiban.

## Művei
- Szinán (színmű)
- III. Szelim (színmű)
- Köszem Szultána, ISBN 978-975-355-517-3
- Négysorosok (Dörtlükler), ISBN 978-975-355-575-3
- Az őrült Ibrahim (Deli İbrahim, dráma)
- Még egy Gülnihal (Yine Bir Gülnihal)
- Im-ígyen szóla Zarathustra (Böyle Buyurdu Zerdüşt, műfordítás), Friedrich Wilhelm Nietzsche, ISBN 978-975-406-040-9
- A börtönőr (Gardiyan), ISBN 978-975-355-456-5
- Apa (Baba, műfordítás), August Strindberg, ISBN 978-975-355-576-0
- Vérnász (Kanlı Düğün, műfordítás), Federico Garcia Lorca, ISBN 978-975-355-568-5
- Válogatott versek (Seçme Şiirler, műfordítás), Friedrich Hölderlin, ISBN 978-975-355-266-0
- Shakespeare, ISBN 978-975-406-703-3
- Molière, ISBN 978-975-406-704-0
- Bernarda Alba háza (Bernarda Alba'nın Evi, műfordítás), Federico Garcia Lorca, ISBN 978-975-355-569-2
- A fegyencgyarmaton (Ceza Sömürgesi, műfordítás), Franz Kafka, ISBN 978-975-355-451-0